# Плащаница Александра Невского
«Плащаница Александра Невского» (другое название: «Роковая кража») — художественный фильм, снятый режиссёром Эдгаром Ходжикяном. Премьера фильма состоялась в сентябре 1992 года.

## Сюжет
Вор «Вася Пегий» (Борис Щербаков) каждую ночь видит сон, в котором князь Александр Невский (Александр Белов) преследует его. Желая избавиться от кошмаров, по совету хозяйки дома, где он живёт, Василий идёт в церковь. Там он признаётся священнику (Анатолий Ромашин), что украл из музея Плащаницу Александра Невского. Священник советует ему вернуть Плащаницу в храм.
Случайно Василий знакомится с другим вором Аркадием, по кличке «Воробей» (Василий Мищенко). Аркадий «идёт на дело» в квартиру профессора Уварова (Юрий Яковлев) и крадёт большую коллекцию старинных русских орденов, среди которых Орден Святого апостола Андрея Первозванного. В квартиру возвращается профессор Уваров, застаёт там Аркадия, но тому удаётся покинуть её. Вскоре фоторобот Аркадия уже у следователей. Они быстро нападают на след Аркадия и Василия.
Тем временем Василий получает Плащаницу, отдав за неё своему старому знакомому вору «Шаману» (Игорь Васильев) похищенный Аркадием Орден Святого апостола Андрея Первозванного. Он собирается вернуть Плащаницу в лоно Церкви, но его, по криминальному «приговору», убивает сын его друга Виктор (Сергей Зуев).

## В ролях
- Борис Щербаков — Василий Васильевич Копылов («Вася Пегий»), вор
- Василий Мищенко — Аркадий Евгеньевич Воробьев («Воробей»), вор
- Ирина Розанова — Маша, невеста Василия
- Юрий Шлыков — Геннадий Анатольевич, следователь
- Валерий Гатаев — следователь
- Игорь Васильев — криминальный авторитет «Шаман»
- Сергей Зуев — Виктор, «Правая рука» «Шамана»
- Борис Иванов — скупщик краденного антиквариата
- Юрий Яковлев — профессор Николай Уваров, потерпевший
- Людмила Нильская — Лида, жена профессора Уварова
- Галина Польских — потерпевшая
- Аристарх Ливанов — Юрий Яковлевич, криминальный авторитет
- Анатолий Ромашин — священник
- Елизавета Солодова — Ольга Константиновна Барышева
- Михаил Жарковский — Харрис, иностранец, охотящийся за Плащаницей
- Станислав Костецкий — Николс, партнёр Харриса
- Паул Буткевич — Майк Уайет, бизнесмен
- Георгий Мартиросьян — комиссар Интерпола
- Сергей Мартынов — Рогов, майор КГБ
- Капитолина Ильенко — старушка, сдающая комнату Копылову
- Юрий Кузьменков — начальник колонии
- Роза Макагонова — Ксения Ивановна
- Вита Гребнева — Даша, дочь Машин
- Николай Парфёнов — Аркадий Евгеньевич
- Александр Белов — Александр Невский

## Съёмочная группа
- Сценарий: Борис Шустров
- Постановка: Эдгар Ходжикян
- Оператор: Леонид Калашников
- Художник: Олег Смаровский
- Композитор: Владимир Комаров

## Интересный факт
- В начальных кадрах фильма показан российский триколор над Белым домом, поднятый в дни августовского путча.